# Martin-Luther-Kirche (Twistringen)
Die evangelische Martin-Luther-Kirche in Twistringen, Bahnhofstraße 44, wurde im 19. Jahrhundert gebaut. Die Kirchengemeinde gehört zum Kirchenkreis Syke-Hoya im Sprengel Osnabrück der Evangelisch-lutherischen Landeskirche Hannovers.
Das Gebäude steht unter Denkmalschutz (siehe auch Liste der Baudenkmale in Twistringen).

## Geschichte
Nach dem Anstieg evangelischer Familien in dem katholisch geprägtem Ort gründeten das Hannoveraner Konsistorium und die Regierung 1891 als „Wiederaufrichtung“ die evangelische Kirchengemeinde Twistringen, zu der damals auch die umliegenden Dörfer Abbenhausen, Marhorst, Mörsen, Scharrendorf und Stelle zählten. Die neue Gemeinde ohne Pastor und Kirche wurde zunächst mit der Kirchengemeinde Bassum verbunden.

## Beschreibung
Das historisierende neogotische Kirchengebäude wurde 1893/94 nach Plänen des Konsistorialbaumeisters Conrad Wilhelm Hase aus Hannover erstellt. Die Bauleitung hatte Friedrich Jacob. Finanzielle Hilfe des Gustav-Adolf-Werks hatte den Bau ermöglicht.
 
Sie ist eine einschiffige Backsteinkirche mit zwei Jochen im Langhaus, mit einem kleinen Querhaus mit Giebelabschlüssen, dem dreiseitigen Chorabschluss und einem schiefergedecktem Satteldach, das zum Chor abgewalmt ist. Strebepfeiler befinden sich an Lang- und Querhaus sowie am Chor sowie eine Holzdecke.
 
Im Langhaus sind zwei flachbogige und zwei Spitzbogenfenster, teilweise in Ziegelmaßwerk; im Querhaus drei Flachbogenfenster mit Spitzbogennischen und ein Rundfenster; im Giebel Fenster mit rundbogigen Blendnischen; im Chor Spitzbogenfenster mit Buntglas.
Der rechteckige 34,75 Meter hohe Westturm mit einem sehr spitzen, an der Basis quadratischen Pyramiden-Turmhelm ist bekrönt mit Kugel und Kreuz. An jeder Seite befinden sich Giebel mit Uhrziffernblatt und kleinem Walmdach. Im Glockengeschoss ist ein spitzbogiges Schallfenster. 1993/94 fand eine Neudeckung des Dachs statt.

## Ausstattung
- Schlichter Blockaltar, neugotisches verziertes Altarretabel (rückwärtige Tafel), in den vier Nischen der Predella (Sockel) gemalte Evangelistensymbole, darüber Kruzifix (Theodor Maßler, Hannover)
- Hölzerne Kanzel, an den Wandungen des Kanzelkorbs geschnitzte Reliefs der vier Evangelisten (Theodor Maßler, Hannover)
- Sandsteintaufe, Lesepult, Radleuchte unter der Vierung

Die erste Orgel wurde 1893/94 von Folkert Becker (Hannover) gebaut. Sie hatte 9 Register, verteilt auf ein Manual und Pedal, Kegelladen und mechanische Traktur. Die heutige Orgel wurde 1969 von Hans Wolf (Verden) gebaut. Sie wurde mit 14 Registern auf zwei Manualen und Pedal, mechanischer Traktur und Schleifladen erbaut. 2017 wurde sie von Jörg Bente (Suthfeld-Helsinghausen) saniert und um ein Register erweitert.
Zwei Glocken von 1954 (f) und von 1894 (as) stammen von der Glockengießerei Otto (Hemelingen) bzw. von der Glockengießerei Radler (Hildesheim). Die anderen Bronzeglocken von 1894 bzw. 1926 mussten in den Weltkriegen abgegeben werden.
Das Pfarrhaus stammt von 1899, das Gemeindehaus von 1909 (ehemalige evangelische Schule, 1961 erworben). Der kirchliche Friedhof liegt südwestlich der Kirche.

## Kirchengemeinde
Die Gottesdienste führten 1894 zunächst Pastoren der Umgebung durch oder die Gemeinde versammelte sich zu Lesegottesdiensten. 1900 wurde eine Pfarrstelle eingerichtet, 1912 eine Zweite.
Die heutige ev. Martin-Luther-Gemeinde Twistringen mit der Kirche und dem Gemeindehaus in der benachbarten Bernhardstraße hat Kreise und Gruppen für Kinder, Jugendliche und Erwachsene sowie eine Combo. Sie unterhält den Friedhof.